# Miryam Roper
Miryam Roper (Aquisgrà, 26 de juny de 1982) és una judoka alemanya.
Va guanyar una medalla de bronze al Campionat del Món de judo de 2013 i tres medalles al Campionat d'Europa de judo entre els anys 2012 i 2015. Als Jocs Europeus de Bakú 2015 va aconseguir una medalla de bronze en la categoria de –57 kg.

## Palmarès internacional
| Campionat del Món  | Campionat del Món        | Campionat del Món | Campionat del Món |
| Any                | Lloc                     | Medalla           | Categoria         |
| ------------------ | ------------------------ | ----------------- | ----------------- |
| 2013               | Rio de Janeiro ( Brasil) | 3                 | –57 kg            |
| Jocs Europeus      |                          |                   |                   |
| Any                | Lloc                     | Medalla           | Categoria         |
| 2015               | Bakú ( Azerbaidjan)      | 3                 | –57 kg            |
| Campionat d'Europa |                          |                   |                   |
| Any                | Lloc                     | Medalla           | Categoria         |
| 2012               | Txeliàbinsk ( Rússia)    | 3                 | –57 kg            |
| 2014               | Montpeller ( França)     | 2                 | –57 kg            |
| 2015               | Bakú ( Azerbaidjan)      | 3                 | –57 kg            |